# Jakub Banasiak
Jakub Stanisław Banasiak (ur. 1980) – polski historyk i krytyk sztuki, adiunkt na Wydziale Zarządzania Kulturą Wizualną Akademii Sztuk Pięknych w Warszawie, redaktor naczelny magazynu „Szum”.

## Życiorys
Jest absolwentem Wydziału Historycznego Uniwersytetu Warszawskiego (magisterium w Instytucie Historii Sztuki w 2007 roku). W latach 2004–2006 studiował na Wydziale Malarstwa Akademii Sztuk Pięknych w Warszawie w pracowni prof. Leona Tarasewicza. Od września 2006 do grudnia 2007 roku prowadził blog „Krytykant”, a później, do września roku 2010 stronę Krytykant.pl. W latach 2010–2013 w Warszawie prowadził galerię Kolonie.
W 2009 roku założył Wydawnictwo 40000 Malarzy, w którym ukazują się książki z zakresu krytyki, architektury i sztuki współczesnej. Współzałożyciel i redaktor naczelny magazynu o sztuce współczesnej „Szum”, który założył z Adamem Mazurem w 2013 roku.
Od 2013 roku pracuje w Katedrze Historii Sztuki Polskiej Najnowszej na Wydziale Zarządzania Kulturą Wizualną Akademii Sztuk Pięknych w Warszawie, gdzie prowadzi zajęcia z zakresu historii sztuki polskiej XX i XXI wieku oraz krytyki artystycznej. W 2018 roku w Instytucie Sztuki PAN obronił rozprawę doktorską. Członek Zarządu AICA Sekcja Polska w kadencjach 2015–2017 oraz 2017–2020. Sekretarz corocznych Seminariów Dłużewskich poświęconych sztuce polskiej XX i XXI wieku, organizowanych przez macierzystą katedrę. Laureat Honorowej Nagrody Krytyki Artystycznej im. Jerzego Stajudy za rok 2017.

## Publikacje
- 15 stuleci. Rozmowa, Wołowiec: Wydawnictwo Czarne, 2017, ISBN 978-83-8049-480-0
- Oduczyć sztuki. Metoda pedagogiczna Leona Tarasewicza na tle tradycji dydaktycznej Wydziału Malarstwa Akademii Sztuk Pięknych w Warszawie, Warszawa: Fundacja Kultura Miejsca, Akademia Sztuk Pięknych w Warszawie, 2016, ISBN 978-83-64986-20-8, ISBN 978-83-65455-05-5
- Zmęczeni rzeczywistością. Rozmowy z artystami, Warszawa: Wydawnictwo 40 000 Malarzy, 2009, ISBN 978-83-92886-48-8
- Raster. Macie swoich krytyków. Antologia tekstów, red. J. Banasiak, Warszawa: Wydawnictwo 40 000 Malarzy, 2009, ISBN 978-83-928864-5-7
- Rewolucjoniści są zmęczeni. Wybór tekstów 2006–2008, Kraków: Otwarta Pracownia, 2008, ISBN 978-83-89280-27-5
- Proteuszowe czasy. Rozpad państwowego systemu sztuki 1982-1993, Warszawa: Akademia Sztuk Pięknych w Warszawie, Muzeum Sztuki Nowoczesnej w Warszawie 2020, ISBN 978-83-64177-65-1, ISBN 978-83-66098-67-1